# Żyły oskrzelowe

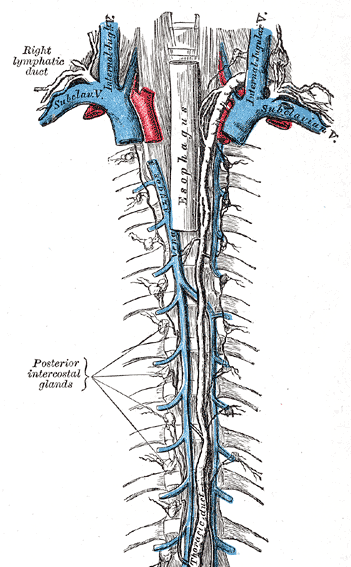
Widoczne żyły ramienno-głowowe, żyła nieparzysta i żyła nieparzysta krótka, do których wpadają żyły oskrzelowe (na ilustracji niepokazane)

Żyły oskrzelowe (łac. venae bronchiales) – w anatomii człowieka naczynia żylne należące do układu krążenia wielkiego, czyli odżywczego płuc (vasa privata). Zbierają one krew z naczyń włosowatych pochodzących z gałęzi oskrzelowych (nazywanych też tętnicami oskrzelowymi) aorty piersiowej i tętnicy piersiowej wewnętrznej, zaopatrujących w krew ściany oskrzeli, węzły chłonne płuc, opłucną płucną, a także tkankę łączną i ściany naczyń krwionośnych w obrębie płuc. W okolicy wnęki płuc drobne żyły oskrzelowe łączą się w kilka większych naczyń, z których żyły przednie uchodzą po obu stronach do odpowiedniej żyły ramienno-głowowej, żyły tylne natomiast po prawej stronie do żyły nieparzystej a po lewej stronie do żyły nieparzystej krótkiej. Żyły zbierające krew z obwodowej części płuc uchodzą do żył płucnych, które prowadzą krew tętniczą. Do krwi wracającej w krążeniu małym z płuc do lewego przedsionka serca dostaje się więc trochę krwi odtlenowanej. Jest to jednak tak niewielka ilość, że nie ma znaczenia w krążeniu wielkim.